# Kaji Pato
Carlos Antunes Siqueira Junior (Sorocaba, 12 de agosto de 1989), conhecido como Kaji Pato, é um quadrinista brasileiro que produz quadrinhos no estilo mangá. É conhecido por sua série Quack, já publicada pela JBC e pela Draco.
Em 2012, fica em segundo lugar em concurso realizado pela revista Almanaque Ação Magazine da Lancaster Editorial com a história Pet Cemetery, assinando como Kaji Orochi.
Em 2014, ilustrou a HQ Identidade , roteirizada por Grabriel RS, publicada através de financiamento coletivo no site Catarse.me. Em 2015, chegou a colaborar com a Revista MAD e ilustrou Graveyard Academy, escrita por Reon Merryweather.
Ganhou duas vezes o Troféu HQ Mix, em 2016, na categoria "Especial Mangá" e 2017 na categoria "Publicação em minissérie" e participa do projeto "DON Brothers - Suor, Stress e Cafeína" no Catarse.me ao lado de Max Andrade, Rafa Santos e Wagner Elias. Em outubro de 2017, participou da antologia Demônios da Goetia em quadrinhos da Editora Draco, em dezembro do mesmo ano, foi um dos vencedores do concurso internacional Silent Manga Audition da editora japonesa  Coamix Corp of Japan, dirigida por Nobuhiko Horie, ex-editor chefe das revistas Weekly Shonen Jump e Weekly Shonen Bunch, com o one-shot I Wanna Run... Em abril de 2018, foi convidado para participar da terceira temporada do programa Vai, Fernandinha, apresentado por Fernanda Souza no canal pago Multishow, onde produziu um mangá sobre Pabllo Vittar. Em julho de 2018, foi premiado novamente no Silent Manga Audition  com o one-shot Heart of is on fire, em dezembro do mesmo ano, uma nova premiação com o one-shot No Pain No Love.
Em junho de 2019, Max Andrade e a Editora Draco lançam o financiamento coletivo de Tools Challenge - Sayonara Bye Bye, com histórias escritas e desenhadas pelo próprio Max Andrade com participação de Jun Sugiyama, Eduardo Capelo, Kaji Pato, Ichirou, Rafa Santos, Eudetenis, Wagner Elias, Perobense, Felipe Dias, Heitor Amatsu, Fabiano Ferreira, João Mausson e João Eddie. No mesmo ano, publicou o quinto volume de Quack pela Editora Draco. Em novembro de 2019, Kaji Pato, Max Andrade e Jun Sugiyama lançam o portal Noise Manga, com seus títulos: Quack (Kaji Pato), Tools Challenge (Max Andrade) e Japow! (Jun Sugiyama e Eduardo Capelo), disponibilizados no formato de webcomics.
Em 2021, coloriu Elemento Incomum, uma HQ publicada pela Valores Editorial sobre a tabela periódica, roteirizada por Richarde Guerra, desenhos de Max Andrade e edição de Sidney Gusman.
Em junho de 2022, foi lançada a graphic novel Anjinho: Além, mais um volume da coleção Graphic MSP, dessa vez protagonizada pelo Anjinho, com roteiro e desenhos de Max Andrade e cores de Kaji Pato.
Na CCXP de 2022, foi anunciado que o quadrinho Quack ganharia uma nova edição dentro do selo Start da JBC, agora compilando a história em 3 volumes. No Anime Friends do ano seguinte, em 2023, foi lançado o volume 1.